# 白喉雨燕属
白喉雨燕属是雨燕目雨燕科的一属。本屬物種分布橫跨南北美洲，現下屬三個物種。

## 命名歷史
本屬由德國動物學家恩斯特·哈特爾特於1892年所描述。其模式種指定為，該學名現為白喉雨燕之異名。其屬名由古希臘語的（「空氣」之意）以及（「水手」之意）組成。

## 下屬物種
本屬目前含有以下物種：
- 白喉雨燕 Aeronautes saxatalis
- 白尾梢叉尾雨燕 Aeronautes montivagus
- 安地斯叉尾雨燕 Aeronautes andecolus

## 外部連結
- 维基共享资源上的相關多媒體資源：白喉雨燕属
- 維基物種上的相關：白喉雨燕属